# Gottfried Frey
Gottfried Julius Ottokar Frey (* 23. Juli 1871 in Schwetz an der Weichsel; † 17. September 1952 in Garmisch-Partenkirchen) war ein deutscher Hygieniker, Ministerialbeamter und Schriftsteller mit dem Pseudonym Ernst Wolfhart.

## Leben
Gottfried Frey war Sohn des Pfarrers Johann Gottfried Thomas Frey (1835–1907) und dessen Ehefrau Agnes Wilhelmine Marie, geborene Kowalk (1849–1926). Seine Schullaufbahn beendete er 1889 mit dem Abitur am Joachimsthalschen Gymnasium in Berlin. Danach absolvierte er Studium der Medizin an den Universitäten Freiburg im Breisgau und Berlin. Nach Studienabschluss wurde er 1893 in Berlin zum Dr. med. promoviert und erhielt im Jahr darauf seine Approbation. Anschließend war er als Assistenzarzt an der Provinzialirrenanstalt in Schwetz tätig. Zunächst war er als Kreisassistenzarzt in Beuthen sowie Oppeln tätig und nach dem bestandenen Examen zum Kreisarzt wirkte er ab 1901 als Kreisarzt in Lublinitz sowie von 1906 bis 1914 in Tarnowitz. Seit 1905 war er mit Else Alice Frieda, geborene Scholz (* 1885), verheiratet. Das Paar bekam eine Tochter und einen Sohn.
Während des Ersten Weltkriegs leitete er von 1915 bis 1918 durchgehend die Medizinalverwaltung im Generalgouvernement Warschau. In dieser Funktion widmete er sich insbesondere dem Grenzseuchenschutz. Nach Kriegsende war er bis 1920 Medizinaldezernent in Frankfurt an der Oder. Von 1920 bis 1933 war er Direktor der medizinischen Abteilung im Reichsgesundheitsamt und des Weiteren stellvertretender Präsident und Mitglied des Reichsgesundheitsrates. Auf internationalen Konferenzen vertrat er das Deutsche Reich als Sachverständiger für Infektionskrankheiten.
Frey trat zum 1. Dezember 1931 der NSDAP bei (Mitgliedsnummer 743.195), wurde er im Zuge der Machtübergabe an die Nationalsozialisten Ende Februar 1933 zum Ministerialdirektor befördert und leitete von Anfang März 1933 bis Ende September 1937 beim Preußischen Innenministerium (später Reichsministerium des Inneren) die Medizinische Abteilung. Er wurde Präsident des Preußischen Landesgesundheitsrates.
Während des Zweiten Weltkriegs war er im Rang eines Oberfeldarztes außerordentliches Mitglied des Wissenschaftlichen Senats der Militärärztlichen Akademie in Berlin.
Frey war zu Beginn seines ärztlichen Wirkens mit psychiatrischen Fragestellungen befasst. Später lag sein Arbeitsschwerpunkt im Bereich der Arbeitsmedizin, der Hygiene und des öffentlichen Gesundheitswesens. Er galt schließlich als Experte für Infektionskrankheiten und Gewerbehygiene.
Unter dem Pseudonym Ernst Wolfhart veröffentlichte Frey Romane, Novellen und Gedichte. Frey war Mitglied im Kampfbund für deutsche Kultur und gehörte ab 1940 der Reichsschrifttumskammer an.

## Schriften (Auswahl)
- Die Hygiene des Bergbaues und Hüttenwesens, insbesond. d. Tätigkeit d. beamteten Arztes auf diesem Gebiete. Schoetz, Berlin 1912 (Veröffentlichungen aus dem Gebiete der Medizinalverwaltung, Band 1, Heft 14).
- Das Angiokeratom. Vogt’s Buchdr., Berlin 1893 (zugleich Med. Dissertation an der Universität Berlin).
- Bilder aus dem Gesundheitswesen in Polen (Kongress-Polen) aus der Zeit der deutschen Verwaltung (1914–18): Beitr. z. Bevölkerungsgeographie. Gea, Berlin 1919 (Beiträge zur polnischen Landeskunde / B] Beiträge zur polnischen Landeskunde: Reihe B, Für weitere Kreise bestimmte Einzelschriften, Band 7)
- Les Services d’hygiène publique en Allemagne: Société des Nations. Organisation d’hygiène, Société des Nations, Geneve 1924.
- Gedanken über hygienische Volksbelehrung, ihre Wege u. Hilfsmittel. Julius Springer, Berlin 1927 (Erw. aus: Arbeiten aus d. Reichsgesundheitsamte, Band 57). Bis 1940 erweitert in fünf Auflagen, ab 1934 unter dem Titel Hygienische Erziehung im Volksgesundheitsdienst.
- Deutschherren: Ohne Wurzel, Spreu im Wind. Roß, Berlin 1936.

## Weblink
- Literatur von und über Gottfried Frey im Katalog der Deutschen Nationalbibliothek